# Rajince
Rajince (en serbe cyrillique : Рајинце ; en albanais : Rainca ou Raincë) est une localité de Serbie située dans la municipalité de Preševo, district de Pčinja. En 2002, elle comptait 1 954 habitants, dont une majorité d'Albanais.
Rajince est officiellement classé parmi les villages de Serbie.
En septembre 2011, l'assemblée des députés albanais de Preševo, Bujanovac et Medveđa a incité les Albanais de Serbie à boycotter le recensement prévu pour le mois d'octobre de cette année-là ; de ce fait, aucun chiffre de population n'a été communiqué pour les localités de la municipalité de Preševo.

## Démographie

### Évolution historique de la population
| 1948  | 1953  | 1961  | 1971  | 1981  | 1991  | 2002  |
| ----- | ----- | ----- | ----- | ----- | ----- | ----- |
| 1 426 | 1 742 | 1 683 | 1 832 | 2 010 | 2 110 | 1 954 |

|  |

En 2012, la population de Rajince était estimée à 1 857 habitants.